# Simón Ruiz

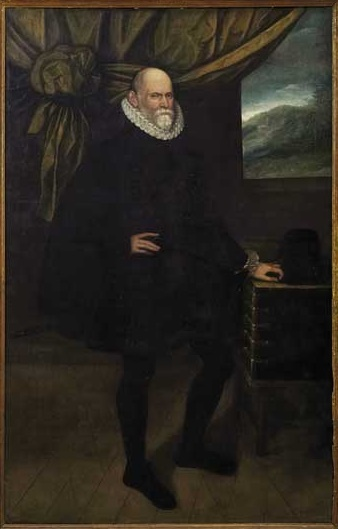
Simón Ruiz (1597)

Simón Ruiz Embito (auch Envito; * 1525 oder 1526 in Belorado; † 1. März 1597 in Medina del Campo) war ein spanischer Kaufmann und Bankier.

## Biographie
Die Eltern waren Simón Ruiz und Juana González de Miranda, die vom Wollhandel lebten. Die ursprünglich jüdische Familie war nach einem Pogrom 1391 unter Heinrich II. von Kastilien zwangsweise konvertiert.
Mit 20 Jahren begann er eine Geschäftsbeziehung zu Yvon Rocaz, einem reichen Textilkaufmann aus Nantes. Er verkaufte die Produkte so gut, dass er sich 1550 in Medina del Campo als Kaufmann niederließ, sein Bruder André in Nantes.
Später verband er sich mit Juan de Orbea, dem Schatzmeister des Königreichs Aragon. Zugleich begann er eine umfangreiche Korrespondenz mit europäischen Zentren (Lissabon, Valencia, Genua, Rouen etc.).
1561 heiratete der reich gewordene Simón María de Montalvo und 1574 heiratete der Witwer Mariana de Paz, deren Eltern hohe Funktionen am Königshof innehatten. Deshalb zogen sie nach Valladolid, um dort als Bankier auftreten zu können. Seine Handelsgüter umfassten mittlerweile Stoffe, Gewürze, Öle, Indigo, Salz, Weizen, Kupfer etc. 1586 wurde sein Handel in Hamburg registriert. Für Philipp II. übernahm er das komplizierte Wechselgeschäft mit den Niederlanden und Italien bis zum Heiligen Stuhl, wo der König keine Vertretungen hatte, von 1576 bis 1588. Sein Geschäft ähnelte einem Investmentbanker mehr als einem Geldwechsler, durch die Verwendung von Asientos wurde er ein wichtiger Asientista der Krone.
Er schuf eine Handelsorganisation in Sevilla, um seine Aktivitäten bis nach Amerika auszudehnen, doch wurde er darin von einigen Verlusten geschädigt. Deshalb konzentrierte er sich auf Frankreich und Flandern vom Hafen Bilbao aus und auf Italien von Alicante aus. Mit dem Zoll bekam er zweimal Probleme, 1559 und 1564, weswegen er in Prozessen stand.
1576 kehrte er nach Medina del Campo zurück, wo er auch starb. Das Geschäft ging über auf Cosma, den Sohn eines Bruders.

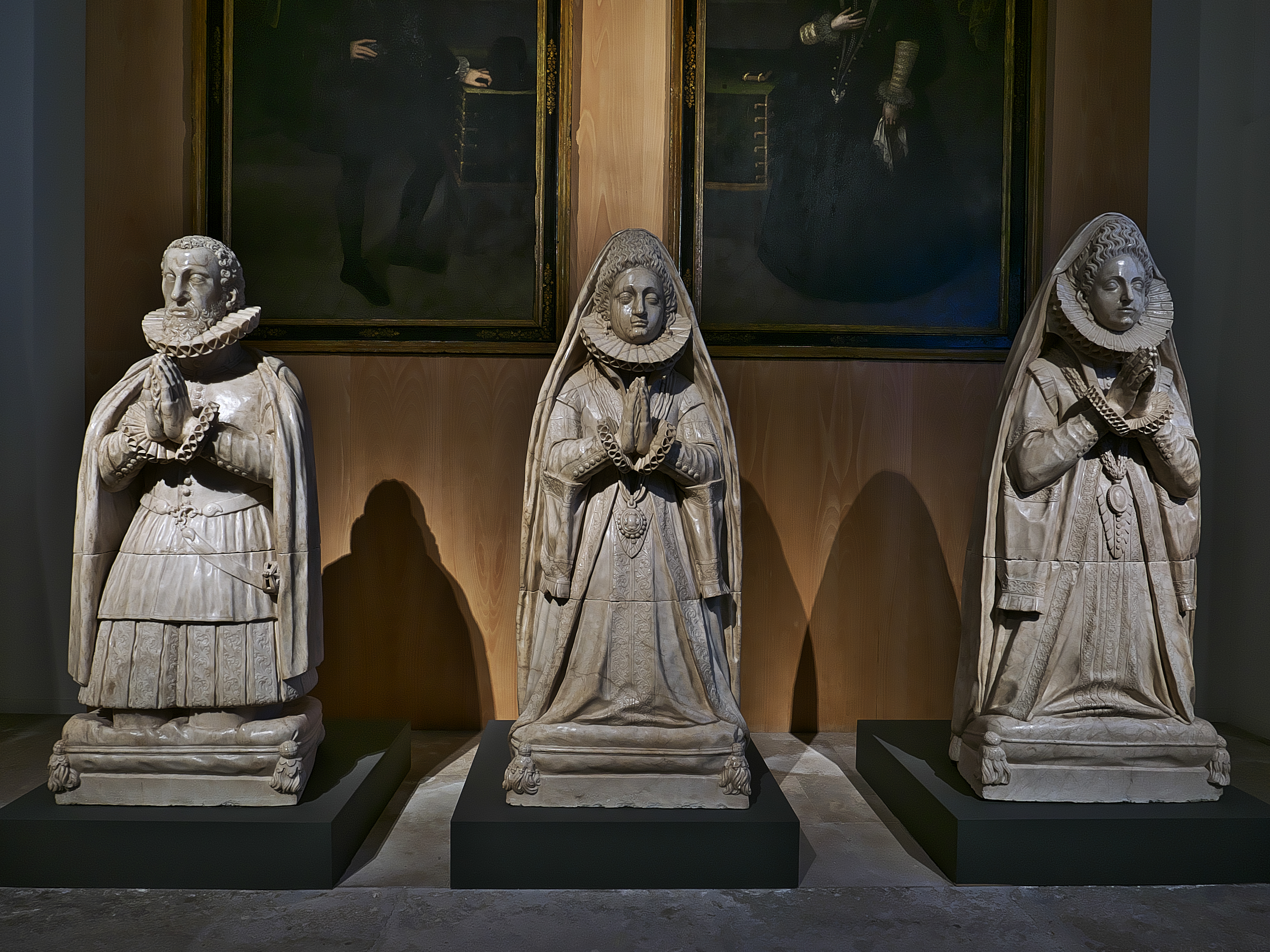
Simon Ruiz und seine beiden Ehefrauen als Gebetsfiguren in Medina del Campo

In Medina des Campo gibt es ein Hospital und eine Stiftung seines Namens. Das Archiv seiner Korrespondenz offenbart die damalige europäische Handelsgeschichte.

## Einzelbelege
1. ↑  Fundación Museo de las Ferias: Inicio Archivo Simón Ruiz. Abgerufen am 12. Mai 2024.

| Personendaten    | Personendaten                   |
| ---------------- | ------------------------------- |
| NAME             | Ruiz, Simón                     |
| ALTERNATIVNAMEN  | Ruiz Embito, Simón              |
| KURZBESCHREIBUNG | spanischer Kaufmann und Bankier |
| GEBURTSDATUM     | 1525 oder 1526                  |
| GEBURTSORT       | Belorado                        |
| STERBEDATUM      | 1. März 1597                    |
| STERBEORT        | Medina del Campo                |